# Ambry Thomas
Ambry Thomas (Detroit, 9 settembre 1999) è un giocatore di football americano statunitense che milita nel ruolo di cornerback per i San Francisco 49ers della National Football League (NFL).

## Carriera

### San Francisco 49ers
Thomas al college giocò a football a Michigan. Fu scelto nel corso del terzo giro (102º assoluto) nel Draft NFL 2021 dai San Francisco 49ers. Debuttò come professionista nella gara del primo turno contro i Detroit Lions mettendo a segno 2 tackle. Nell'ultimo turno mise a segno il suo primo intercetto su Matthew Stafford dei Los Angeles Rams nella vittoria che qualificò i 49ers ai playoff. La sua stagione da rookie si concluse con 22 placcaggi e 5 passaggi deviati in 12 presenze, 5 delle quali come titolare.

## Palmarès
- National Football Conference Championship: 1

San Francisco 49ers: 2023